# Chasteluç lo Marchès
Chasteluç lo Marchès (en francès Châtelus-le-Marcheix) és una localitat i comuna de França, a la regió de la Nova Aquitània, departament de la Cruesa. La seva població al cens de 1999 era de 356 habitants. Pertany a la Communauté de communes de Bénévent-Grand-Bourg.

## Demografia
| 1968 | 1975 | 1982 | 1990 | 1999 |
| ---- | ---- | ---- | ---- | ---- |
| 647  | 495  | 447  | 375  | 356  |

## Administració
| Període   | Identitat         | Partit |
| --------- | ----------------- | ------ |
| 2001-2008 | André Mavigner    |        |
| 2008-     | Philippe Séraphin |        |